# Frederik 2. af Sachsen-Gotha-Altenburg
Frederik II af Sachsen-Gotha-Altenburg (født 28. juli 1676, 23. marts død 1732) var regerende hertug af Sachsen-Gotha-Altenburg 1691–1732. Han var søn af Frederik 1. af Sachsen-Gotha-Altenburg og Magdalena Sibylla af Sachsen-Weissenfels. 

## Familie og børn
Han var gift med Magdalena Augusta af Anhalt-Zerbst (1679–1740). I ægteskabet fødtes:
1. Augusta af Sachsen-Gotha, 1719-1772.